# Unió Panucraïnesa "Llibertat"
La Unió Panucraïnesa "Llibertat" (ucraïnès Всеукраїнське об'єднання "Свобода") o Svoboda és un partit polític d'Ucraïna neonazi, nacionalista, anticomunista i anti-rus creat l'any 1991. Després d'anys d'obtenir un suport electoral minoritari, l'any 2012 va entrar al parlament convertint-se en la quarta força, els seus membres van tenir un paper destacat en les revoltes d'Euromaidan i amb el triomf d'aquestes el març de 2014 van entrar al govern.

## Antecedents
Svodoba es considera hereu de la formació independentista Organització dels nacionalistes ucraïnesos (OUN) creada a Viena el 1929 per Ievhèn Konovàlets. Durant la II Guerra Mundial aquesta organització es va dividir entre la liderada per Stepan Bandera (OUN-B) i la liderada per Andrí Mèlnik (OUN-M). L'any 1942 la OUN-B va crear un braç militar anomenat Exèrcit insurgent ucraïnès (UPA) per lluitar contra Polònia, la Unió Soviètica i Alemanya. Després es va aliar amb les tropes nazis per atural l'avenç de l'Exèrcit Roig soviètic i va ser el principal responsable de la massacre de més de 60.000 polonesos a Volínia entre 1943 i 1944.

## Orígens i canvi de nom

Partit Social-Nacional d'Ucraïna

Va ser creat el 1991 a Lviv (Galítsia) com a Partit Social-Nacional d'Ucraïna (Соціал-національна партія України, SNPU), però a partir del 14 de febrer de 2004, amb l'arribada de Oleh Tiahnibok a la presidència va canviar el nom per l'actual.

## Símbols
Inicialment va adoptar el wolfsangel (símbol d'origen rúnic que utilitzaven algunes unitats de les SS) però amb el canvi de nom a partir de 2004 fa servir la imatge de tres dits estesos, una al·legoria al trízub, trident ucraïnés, que havia estat la salutació de jurament dels nazis ucraïnesos integrats en les tropes alemanyes durant el Tercer Reich

## Ideologia
Segueix les tesis del nacionalisme ucraïnés anti-rus i anticomunista de Dimitro Dontsov. Cada any el partit fa homenatge a la divisó de les Waffen-SS estacionada a Galítsia durant el Tercer Reich i promou campanyes de destrucció d'estàtues de Lenin. Diuen oposar-se a l'oligarquia i a l'autonomia de Crimea, compten amb un ampli suport de patriarques de l'Església Ortodoxa. Té relacions amb l'espanyola Democracia Nacional i amb el partit neonazi alemany NPD.

## Trajectòria
Des dels seus inicis va combinar el concórrer a les eleccions amb l'actuació paramilitar de la seva milícia Autodefensa Nacional Ucraïnesa. A les eleccions al Parlament d'Ucraïna de 1998 el partit va participar en un bloc de partits (juntament amb el moviment polític panucraïnès "Independència de l'Estat d'Ucraïna") anomenada Paraules Menors (Менше слів) que va recollir el 0,16% dels vots.
L'any 2001 va participar en les protestes contra el president pro-rus Leonid Kutxma arran de l'escàndol dels cassets i durant la Revolució taronja de 2004 va fer costat a Víktor Iúsxenko en el seu enfrontament amb Víktor Ianukòvitx. Aquell any és quan Oleh Tiahnibok va assumir la presidència del partit i va propiciar el canvi de noms i simbologia. A les eleccions al Parlament d'Ucraïna de 2006 va obtenir només el 0,36% i a les eleccions de 2007 va pujar 0,76%. Però la gran sorpresa va ser quan va passar a ser el partit més votat a les eleccions provincials de Ternopil on va obtenir 34,4% dels sufragis. A les eleccions locals de 2010 va obtenir una mitjana del 25% dels vots a Galítsia i un 5,2% a escala estatal, augmentant considerablement la seva presència en les institutcions locals, especialment a l'oest del país. Finalment el 2012 va entrar a la Rada, parlament, obtenint 38 dels 450 escons, amb un 10,44% dels vots; d'aquesta manera es convertia en la quarta força del país.

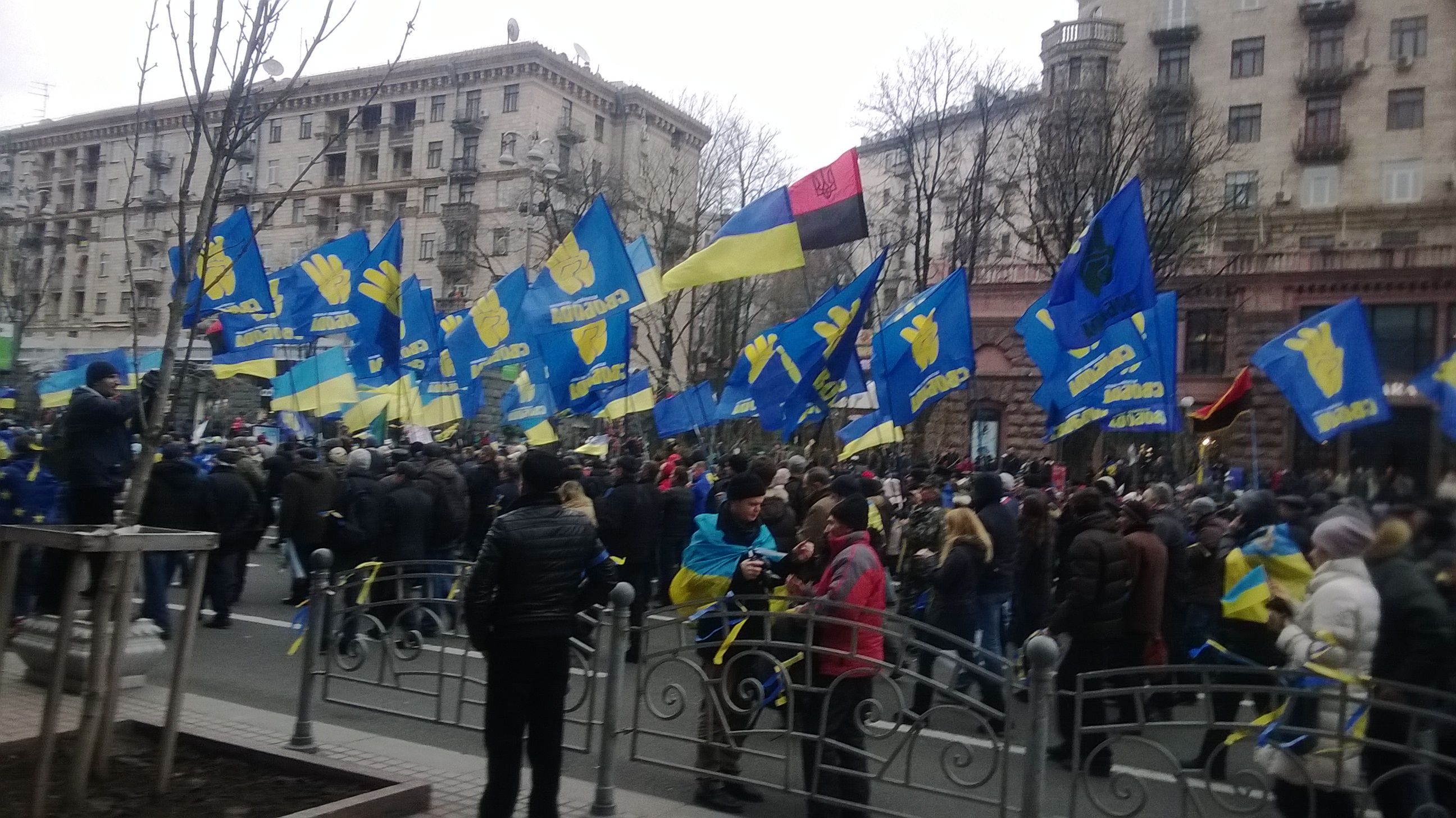
Banderes de Svoboda a les protestes d'Euromaidan

El partit va tenir un paper significatiu en les revoltes de 2014 conegudes com a EuroMaidan desencadenades pel rebuig de Ianukòvitx a un acord amb la Unió Europea. Membres de la seva milícia van formar l'anomenat Sector dret, una organització neofeixista i violenta que va tenir un paper determinant en la defensa de les barricades i l'enfrontament amb la policia; que compta amb el suport de l'ex-boxejador Vitali Klitxkó. El grup d'autodefensa C14, present a les barricades i responsable de l'atac a grups autònoms d'esquerra i periodistes, liderat per Ievhén Karas està afiliat a Svoboda.

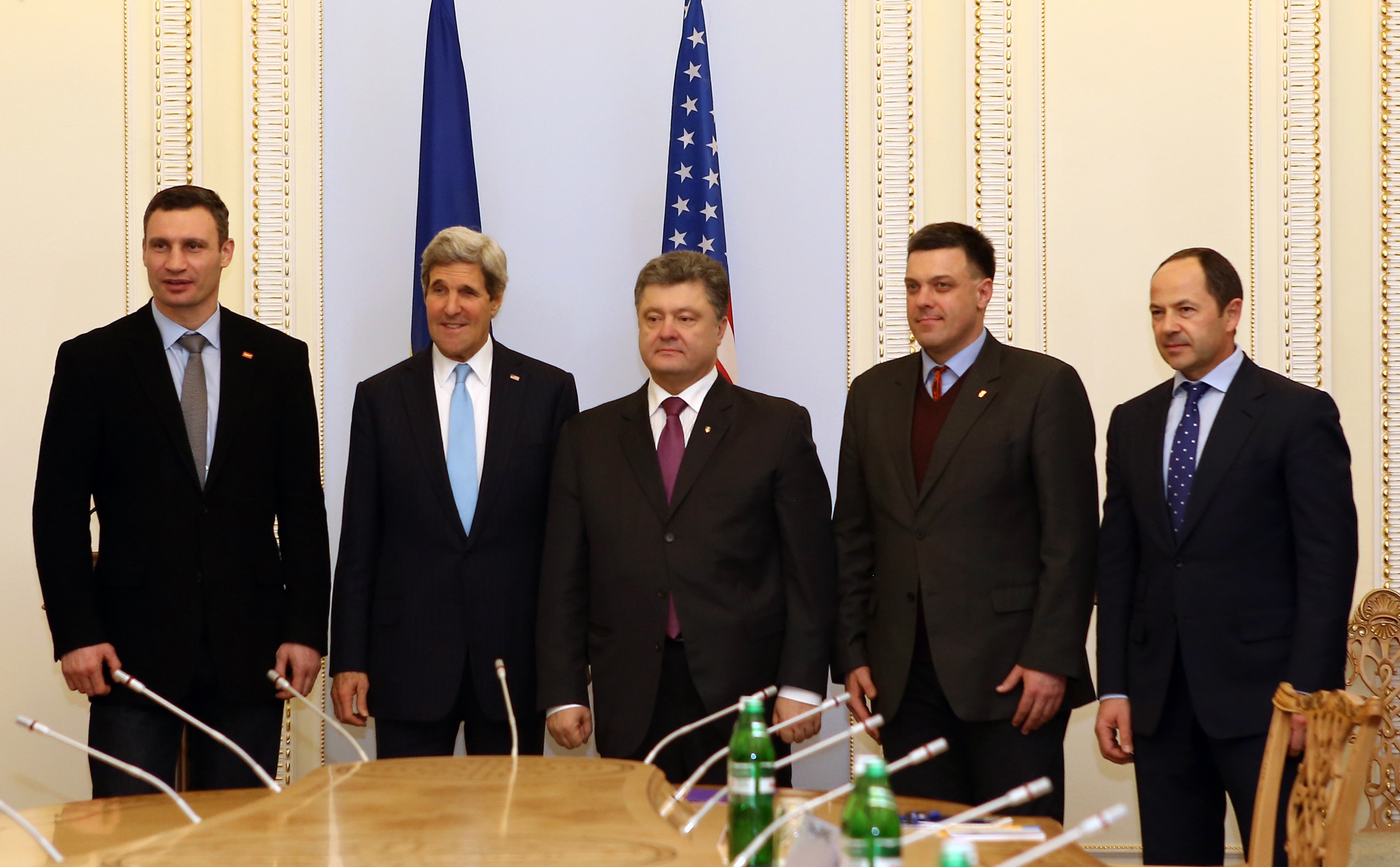
Reunió del secretari d'estat nord-americà John Kerry amb membres del parlament ucraïnès el març de 2014, entre els quals Oleh Tiahnibok (segon per la dreta), a més de Vitali Klitxkó, Petrò Poroixenko, i Serguei Tiguipk.

Després del triomf de la revolta, amb la fugida de Ianukòvitx i la seva destitució per part del parlament, Svoboda va entrar al govern d'Arseni Iatseniuk amb els seus militants Oleksandr Sitx com a viceprimer ministre, Serhí Kvit com a ministre d'Educació i Ciència, Íhor Shvaika com a ministre d'Agricultura, Andrí Mokhnik com a ministre d'Ecologia i Íhor Teniukh compartint el ministeri de Defensa amb el general Volodímir Zamana. A més el membre del partit Oleh Makhnitski va passar a ser Fiscal General de l'estat. I amb la dissolució dels cossos especials de la policia (la Berkut), responsables de la repressió dels manifestants, el membre de Svoboda Andrí Parubi va passar a formar part del Consell de Seguretat i Defensa Nacional.

## Resultats electorals
| Resultats electorals de 2006 |  | Resultats electorals de 2007 |  | Resultats electorals de 2010 |  |  |
| 2006                         |  | 2007                         |  | 2010 (Tiahnibok)             |  |  |

## Galeria d'imatges

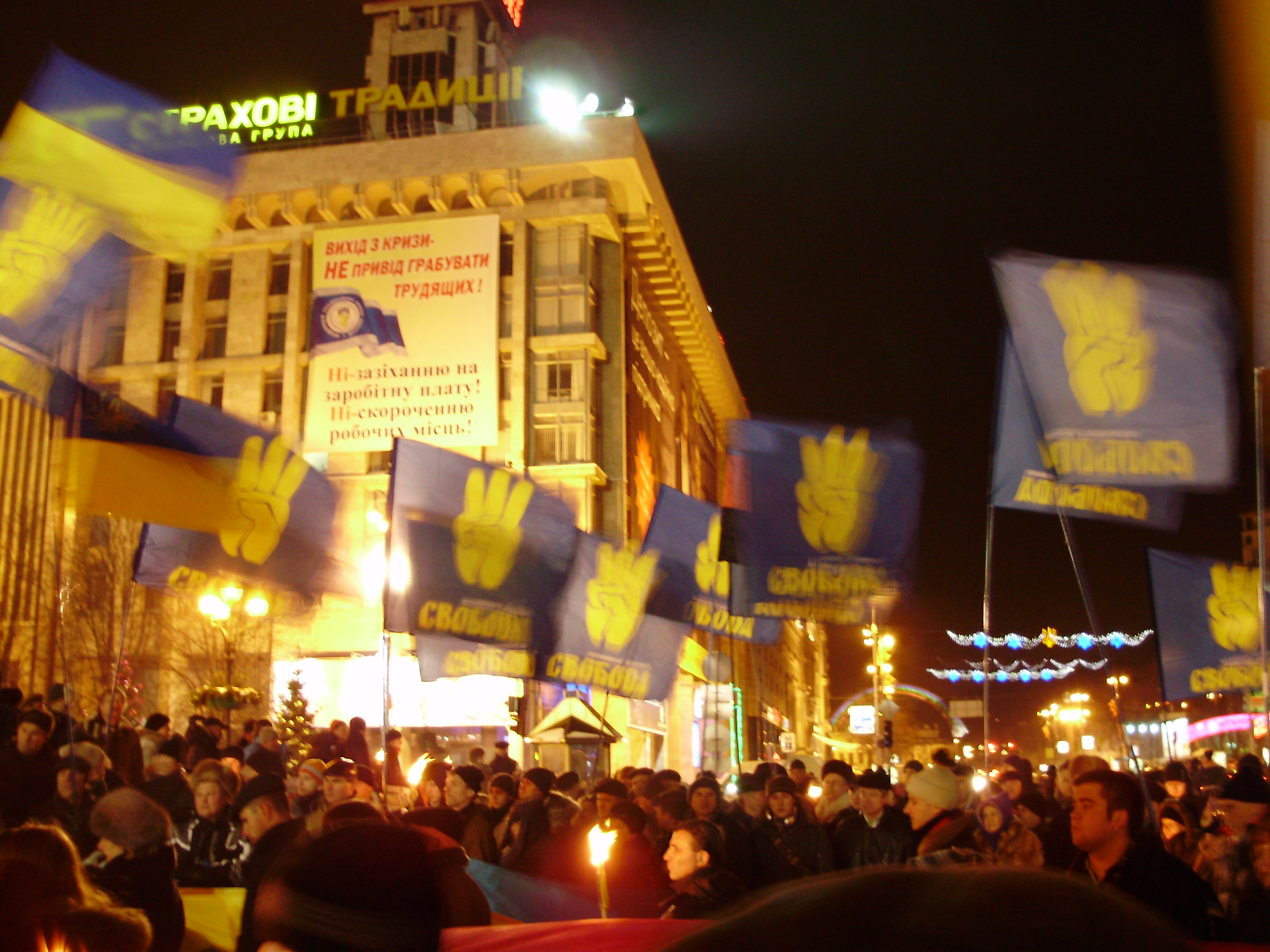
Míting a Kíev
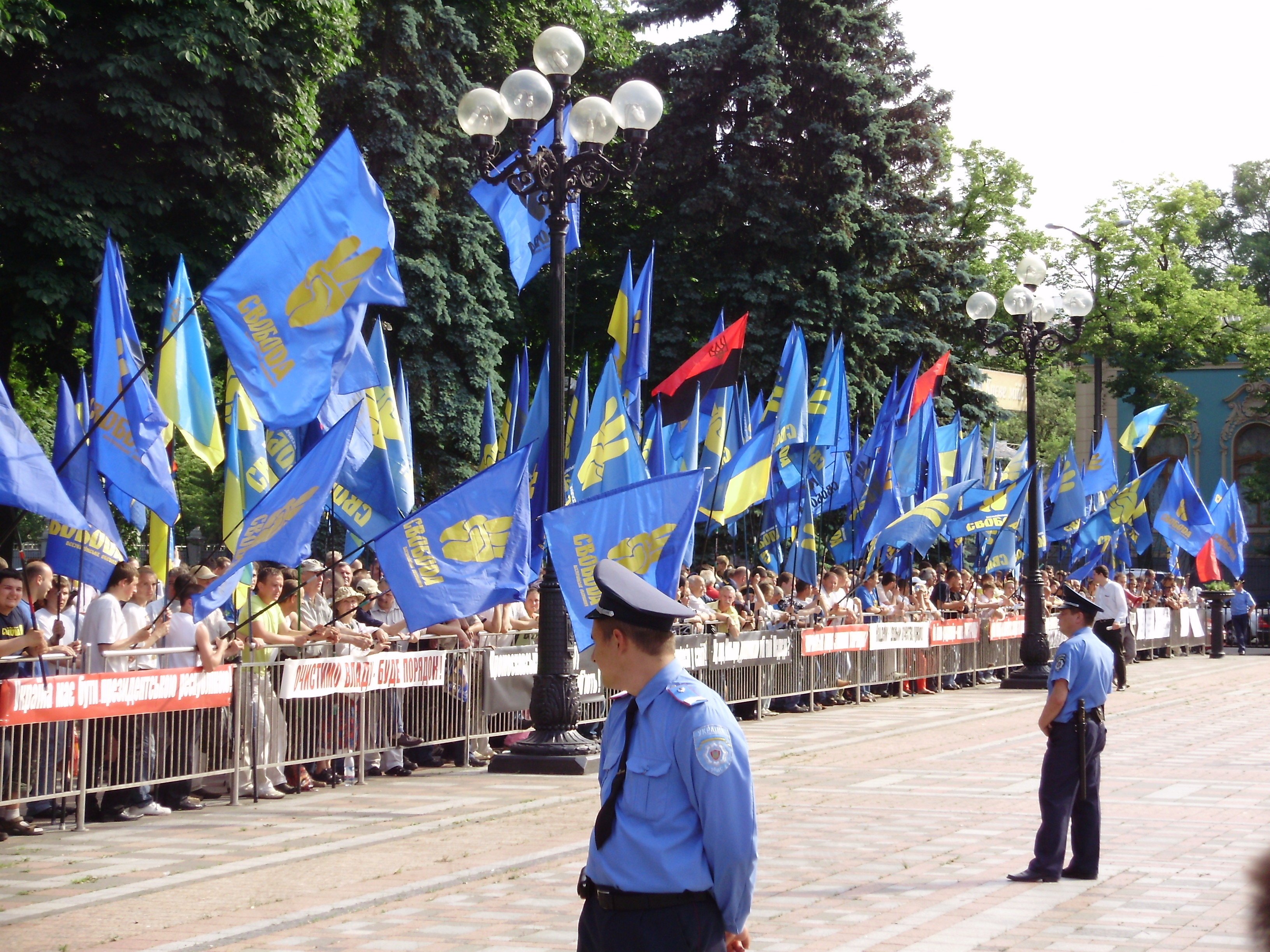
Míting a Kíev
Primer símbol del partit (fins a 2004)
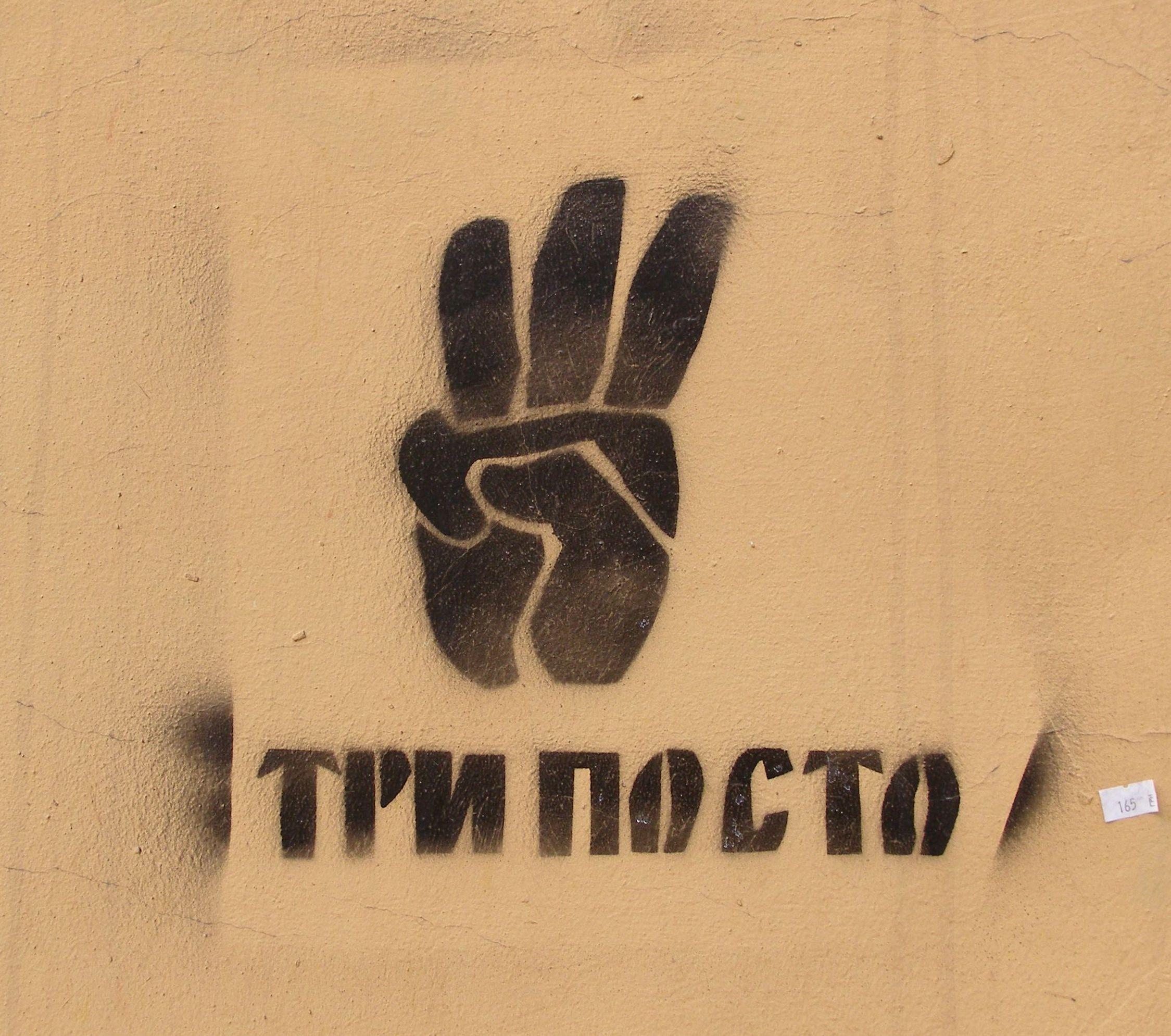
Graffiti-caricatura a Lviv (La inscripció significa "Tres tasses de vodka, si us plau").
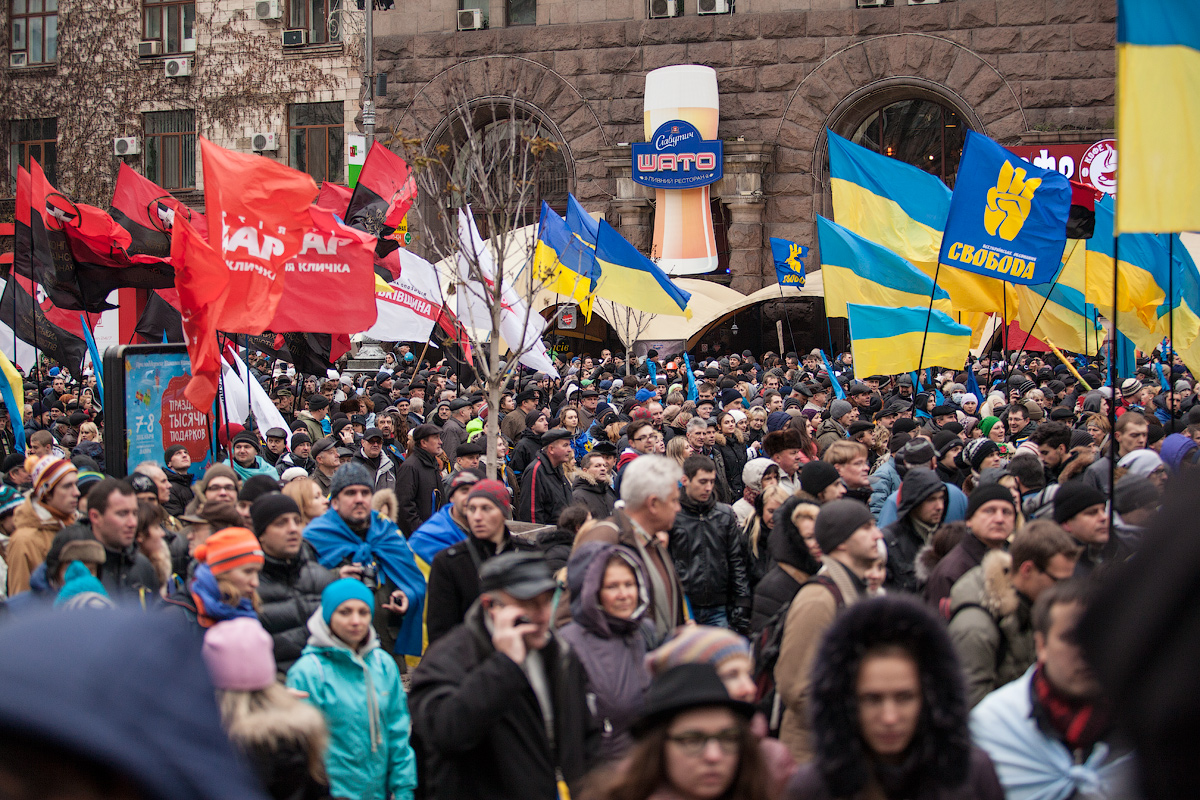
Bandera del partit a Euromaidan
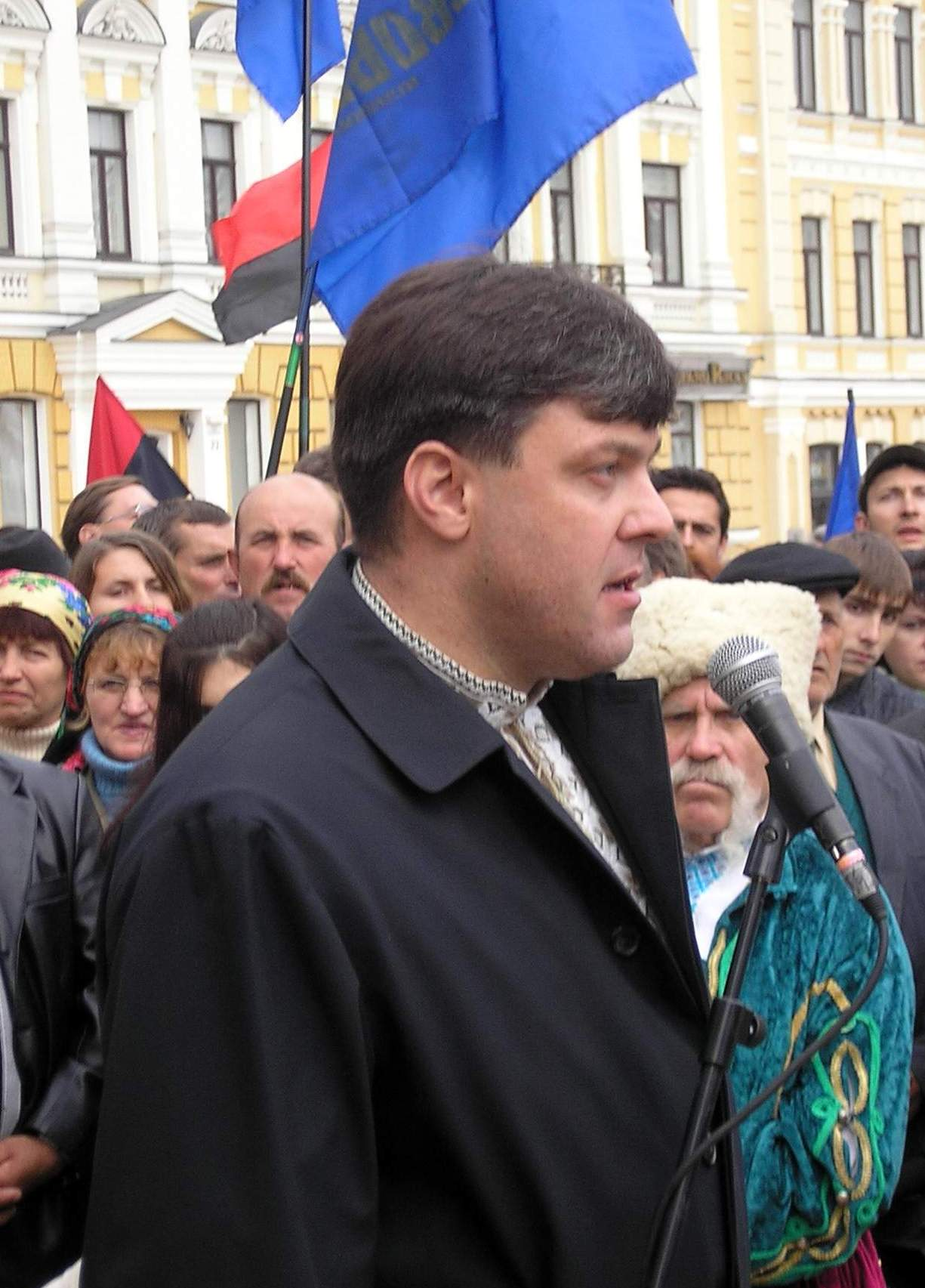
Oleh Tiahnibok